# Relation de Cauchy
On appelle relations de Cauchy un ensemble de six équations qui relient entre elles les constantes élastiques d'un solide.
Ces relations furent établies au début du XIXe siècle au cours des développements de modèles microscopiques de l'élasticité. Elles portent le nom d'Augustin Cauchy. Elles peuvent être démontrées en supposant notamment que tous les atomes sont situés sur des centres de symétrie du cristal, que les forces agissant entre les atomes sont des forces centrales et qu'elles peuvent être correctement décrites par un potentiel harmonique. Les relations de Cauchy établissent ainsi un lien entre les forces agissant à l'échelle microscopique et les propriétés macroscopiques du cristal.
Pendant plusieurs dizaines d'années, les débats sur les théories de l'élasticité opposèrent les tenants d'une rari-constant theory qui tient compte des relations de Cauchy, retenant ainsi 15 coefficients seulement, et ceux d'une multi-constant theory qui les ignore. Dès le début du XXe siècle, il fut établi expérimentalement que dans la plupart des matériaux et même dans les cas les plus simples, les relations de Cauchy ne sont pas vérifiées. C'est alors de l'étude de leurs violations que les physiciens ont tenté de tirer des informations sur les forces agissant entre les atomes du solide. Ces interprétations microscopiques ont également été débattues en raison de la multiplicité des phénomènes à prendre en compte et de la difficulté de rendre compte de manière quantitative des données expérimentales.
Il a été montré que des relations généralisées semblables aux relations de Cauchy se vérifiaient également dans des liquides et des matériaux amorphes, l'inteprétation microscopique de ce phénomène restant à préciser,.

## Aspects historiques
Les « relations de Cauchy » ne sont explicitement désignées sous ce nom qu'à partir du XXe siècle. Mais la validité de ces relations fut au cœur des développements de la théorie de l'élasticité au cours du XIXe siècle, aussi sont-elles abordées par les ouvrages consacrés à l'histoire de cette théorie.

## Définition du tenseur des constantes élastiques
Suivant la loi de Hooke, le tenseur des constantes élastiques est donné à partir du tenseur des déformations {\displaystyle \varepsilon _{kl}} et du tenseur des contraintes {\displaystyle \sigma _{ij}} par (avec la convention de sommation d'Einstein)
{\displaystyle \sigma _{ij}=c_{ijkl}\,\varepsilon _{kl}.}
C'est un tenseur d'ordre 4, avec 34 = 81 coefficients. Les tenseurs {\displaystyle \varepsilon _{ij}} et {\displaystyle \sigma _{kl}} étant symétriques, ce tenseur vérifie les relations {\displaystyle c_{ijkl}=c_{jikl}=c_{ijlk}}. De plus, en supposant que le tenseur des contraintes peut être dérivé d'une énergie potentielle, on peut montrer que le tenseur des constantes élastiques est invariant par permutation des paires d'indices : {\displaystyle c_{ijkl}=c_{klij}}. L'existence de ces relations réduit le nombre de coefficients indépendants à 21. Il s'agit d'un nombre maximum, valable pour une structure cristalline triclinique.

## Énoncés des relations de Cauchy
Les relations de Cauchy correspondent à des propriétés de symétries supplémentaires du tenseur. Elles peuvent s'écrire de manière compacte :
{\displaystyle c_{ijkl}=c_{ikjl}~}
pour tous les indices {\displaystyle i,j,k,l=1,2,3}. En prenant en compte les propriétés de symétrie du tenseur rappelées ci-dessus, il apparaît que cette relation est trivialement vérifiée pour un certain nombre de combinaisons d'indices. Pour ne retenir que les cas non-triviaux, on peut écrire les relations de Cauchy sous la forme 
{\displaystyle c_{iikl}=c_{ikil}~}
avec {\displaystyle i\neq k} et {\displaystyle i\neq l}. Finalement, ceci conduit à six relations supplémentaires qui s'écrivent explicitement :
{\displaystyle c_{1122}=c_{1212}\ ;\ c_{1133}=c_{1313}\ ;\ c_{1123}=c_{1213}~}
{\displaystyle c_{2233}=c_{2323}\ ;\ c_{2213}=c_{2123}~}
{\displaystyle c_{3312}=c_{3132}~}
ou encore en utilisant la convention de notation de Voigt (qui rend ici la symétrie moins visible) :
{\displaystyle c_{12}=c_{66}\ ;\ c_{13}=c_{55}\ ;\ c_{14}=c_{65}~}
{\displaystyle c_{23}=c_{44}\ ;\ c_{25}=c_{64}~}
{\displaystyle c_{36}=c_{54}~}
Dans le cas le plus général, les relations de Cauchy réduisent le nombre de coefficients indépendants du tenseur de 21 à 15. Pour des structures cristallines de symétrie plus élevée, certaines de ces relations sont automatiquement vérifiées par symétrie. Dans le cas cubique, souvent étudié dans la pratique, il n'y a plus qu'une seule relation non triviale ; {\displaystyle c_{12}=c_{66}} devient la relation de Cauchy, et il ne reste que deux coefficients indépendants.
Enfin, pour une substance complètement isotrope, la relation de Cauchy réduit le nombre de coefficients indépendants de 2 à un seul. Le tableau suivant donne les différentes expressions équivalentes de la relation de Cauchy selon la représentation choisie.
| Représentation                                                                     | Relation de Cauchy                  |
| ---------------------------------------------------------------------------------- | ----------------------------------- |
| Coefficients de Lamé {\displaystyle \lambda } et {\displaystyle \mu }              | {\displaystyle \lambda =\mu }       |
| Module de Young {\displaystyle E} et coefficient de Poisson {\displaystyle \nu }   | {\displaystyle \nu ={\frac {1}{4}}} |
| Modules d'incompressibilité {\displaystyle K} et de cisaillement {\displaystyle G} | {\displaystyle K={\frac {5}{3}}G}   |

## Interprétation en termes de symétrie
Un tenseur élastique qui satisfait les relations de Cauchy devient « totalement symétrique », c'est-à-dire qu'il reste invariant pour toute permutation de ses indices.
Partant d'un tenseur quelconque {\displaystyle c_{ijkl}}, il est possible de le décomposer en une somme de deux tenseurs dont l'un, noté ici {\displaystyle c_{ijkl}^{(1)}} a 15 composantes indépendantes et est totalement symétrique tandis que l'autre, {\displaystyle c_{ijkl}^{(2)}}, 6 composantes indépendantes, représente l'écart à cette symétrie.
{\displaystyle c_{ijkl}=c_{ijkl}^{(1)}+c_{ijkl}^{(2)}}
avec
{\displaystyle c_{ijkl}^{(1)}={\frac {1}{3}}\left(c_{ijkl}+c_{iklj}+c_{iljk}\right)}
{\displaystyle c_{ijkl}^{(2)}={\frac {1}{3}}\left(2c_{ijkl}-c_{iklj}-c_{iljk}\right)}
Avec cette décomposition, les relations de Cauchy se résument naturellement à {\displaystyle c_{ijkl}^{(2)}=0}.
Ce calcul revient à décomposer le tenseur suivant les représentations irréductibles du groupe symétrique.

## Démonstrations des relations de Cauchy
Les relations de Cauchy n'étant pas vérifiées par l'expérience, leurs démonstrations ont surtout pour objectif d'identifier le plus précisément possible les hypothèses qui les impliquent.
Selon les auteurs, les notations employées varient considérablement, mais le principe de calcul est sensiblement le même. Il s'agit d'exprimer l'énergie potentielle élastique du cristal en fonction des positions atomiques. Les constantes élastiques s'obtiennent alors comme des dérivées partielles de cette énergie potentielle. En faisant l'hypothèse des forces centrales, on peut alors montrer que les expressions des constantes élastiques vérifient les conditions de symétrie qui constituent les relations de Cauchy.
Les conditions de validité des relations de Cauchy sont formulées de manière parfois différentes selon les auteurs. De plus, certaines hypothèses sont parfois omises. On peut les formuler comme suit,
1. les forces agissant entre les atomes sont des forces centrales ;
2. tous les atomes sont situés sur des centres de symétrie du cristal ;
3. les forces peuvent être correctement décrites par un potentiel harmonique ;
4. pas de contrainte initiale ;
5. énergie thermique négligeable.

Ces conditions sont suffisantes mais non nécessaires. Par exemple, il est possible de construire des potentiels non centraux qui conduisent néanmoins à des constantes élastiques respectant les relations de Cauchy. Il a également été montré que l'hypothèse de forces à deux corps uniquement pouvait suffire à démontrer les relations de Cauchy.
La condition sur l'absence de contrainte initiale est habituellement considérée comme satisfaite. En effet, on peut montrer que si toutes les autres conditions sont vérifiées, avec un cristal cubique soumis à une pression hydrostatique {\displaystyle P} par exemple, la relation de Cauchy devient {\displaystyle c_{12}-c_{44}=2P}. Il faudrait donc des pressions assez considérables, de l'ordre de grandeur des constantes élastiques soit une dizaine de gigapascal, pour que cet écart devienne significatif. Ce n'est pas le cas dans des conditions ordinaires.

## Interprétations de l'écart aux relations de Cauchy dans les matériaux réels
Les relations de Cauchy n'étant que rarement vérifiées dans la pratique, c'est de leur violation que les physiciens ont tenté de tirer des informations sur les forces agissant entre les atomes : importance de l'anharmonicité, des interactions à plusieurs atomes etc. Dans l'article de revue qu'il consacre à ce sujet en 1967, S. Haussühl quantifie l'écart aux relations de Cauchy par un tenseur de rang 2 noté {\displaystyle g_{mn}} et défini par
{\displaystyle c_{iijk}-c_{ijik}=g_{mn}(-1)^{m\cdot n(m-n)/2}}
avec les conditions suivantes :
- {\displaystyle m\neq i,j}
- {\displaystyle n\neq i,k}
- {\displaystyle m,n,i,j,k=1,2,3}.

Dans le cas d'un cristal de symétrie cubique ou d'une substance isotrope, l'écart est représenté par une seule composante indépendante {\displaystyle g}.

Il observe, que les matériaux à liaisons métalliques, ioniques ou de van der Waals vérifient habituellement {\displaystyle g_{mm}>0}. Ces composés ont souvent des structures cristallines de compacité maximale. Inversement les substances où prédominent les liaisons covalentes, ou dans lesquelles il y a recouvrement des densités électroniques dépendant de la direction, ont {\displaystyle g_{mm}>0}. Les exemples en sont l'oxyde de magnésium, le béryllium, l'alumine (corindon), le fluorure de lithium ou les verres riches en silice ({\displaystyle g} diminue quand la concentration en silice augmente).
Cette corrélation est en partie attendue, mais reste qualitative. En effet, un solide parfaitement ionique s'approche d'un modèle idéal de cristal composés d'ions sphériques, à la limite considérés comme des charges ponctuelles, où la force dominante est l'interaction électrostatique qui est bien une force centrale. À l'inverse, une liaison covalente est caractérisée par une distribution anisotrope de la densité électronique, favorise des angles précis entre les liaisons chimiques et fait clairement intervenir des forces non-centrales. Or, il n'existe pas de corrélation claire entre l'écart aux relations de Cauchy et l'ionicité de Phillips.